# Domänenforst

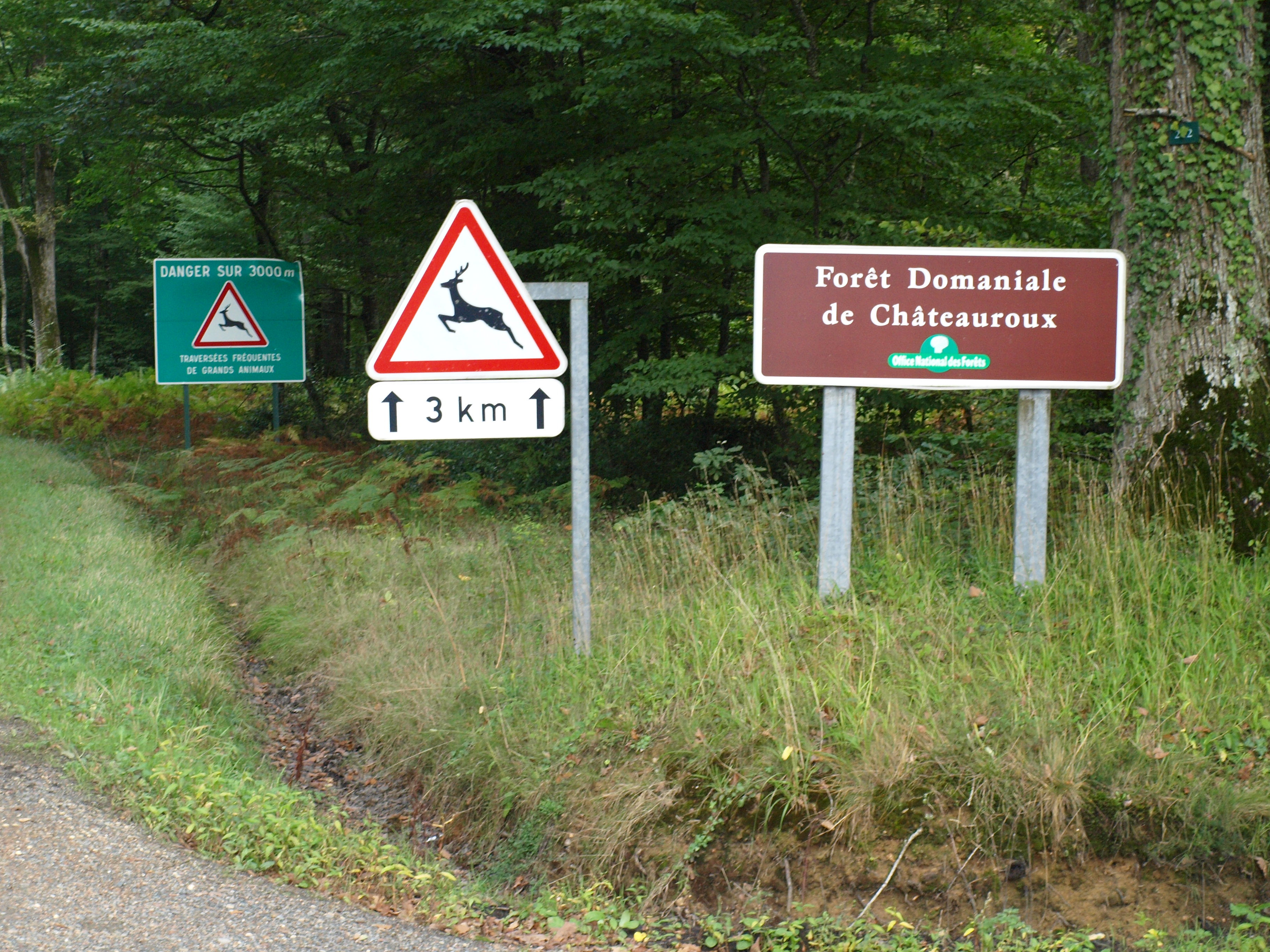
Beschilderung eines Domänenforsts

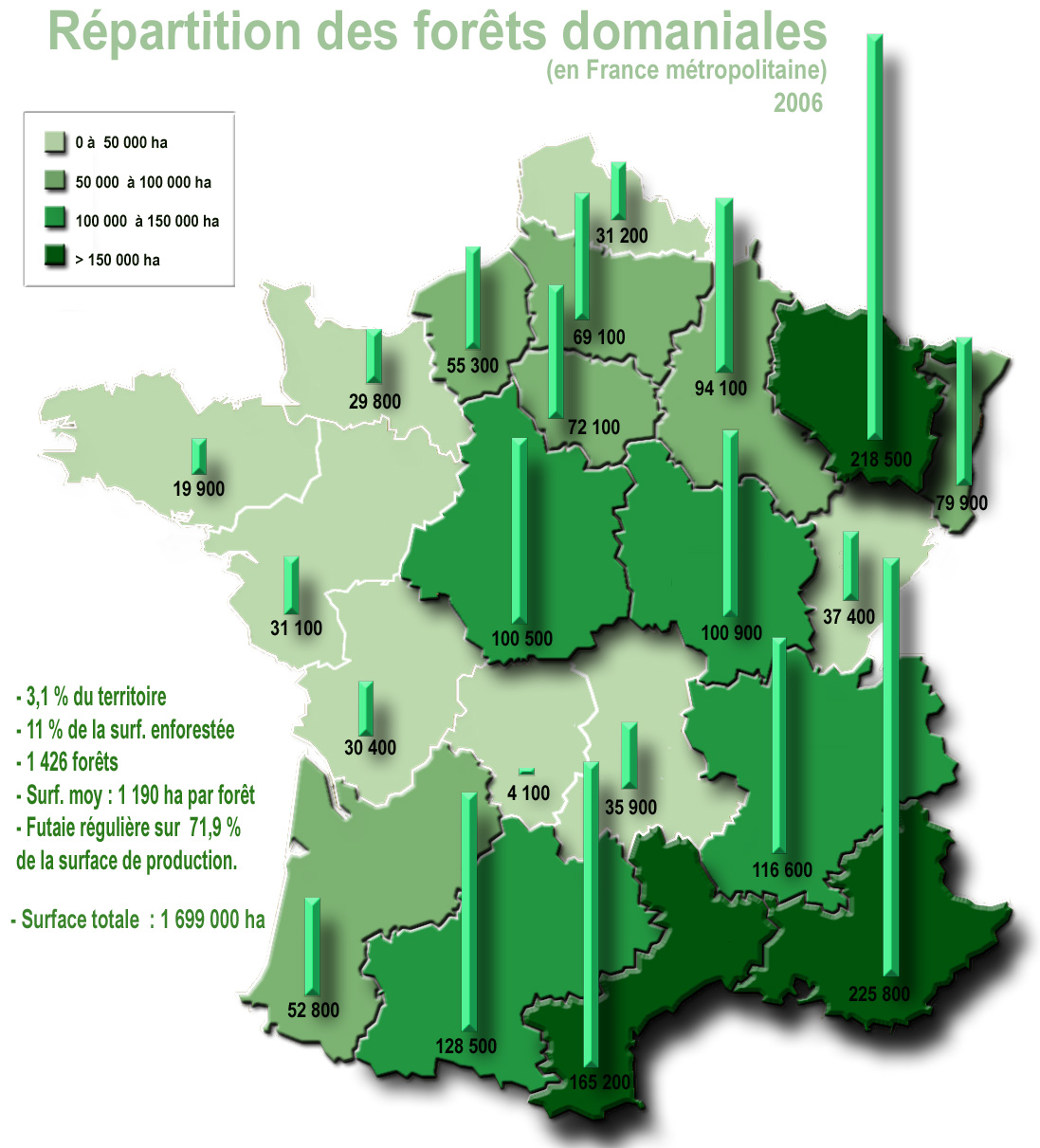
Verteilung auf die Regionen im Mutterland 2006 (frühere Regionaleinteilung)

Ein Domänenforst (Forêt domaniale) ist in Frankreich ein Waldgebiet, das zur Privatdomäne (domaine privé) des französischen Staats gehört. Diese wird unter dem Forstgesetzbuch (Code forestier) vom Office national des forêts verwaltet, ist vom zivilrechtlichen Eigentum unterschieden und jedenfalls im Grundsatz unveräußerlich. Seit 2006 bestimmt der Code général de la propriété des personnes publiques in seinem Artikel 3211-5, dass die Staatswälder mit einer Fläche von über 150 ha nur auf Grund eines Gesetzes veräußert werden können. In Frankreich bestehen 1.426 Domänenforste mit einer Gesamtfläche von rund 1.700.000 ha (Stand 2006).

## Die großen Domänenforste
| Bezeichnung                                           | Lage                 | Fläche    |
| ----------------------------------------------------- | -------------------- | --------- |
| Forêt d’Orléans, der größte französische Domänenforst | Loiret               | 34.700 ha |
| Forêt de Chaux                                        | Jura                 | 20.493 ha |
| Forêt de Fontainebleau                                | Seine-et-Marne       | 20.272 ha |
| Forêt d'Arc-en-Barrois                                | Haute-Marne          | 15.210 ha |
| Forêt de Compiègne                                    | Oise                 | 14.357 ha |
| Forêt de Rambouillet                                  | Yvelines             | 13.738 ha |
| Forêt domaniale indivise de Haguenau                  | Bas-Rhin             | 13.462 ha |
| Forêt de Retz                                         | Aisne                | 13.240 ha |
| Forêt de la Harth                                     | Haut-Rhin            | 13.140 ha |
| Forêt de l'Aigoual                                    | Gard                 | 11.460 ha |
| Forêt de Lyons                                        | Eure, Seine-Maritime | 10.700 ha |
| Forêt de Tronçais                                     | Allier               | 10.532 ha |
| Forêt d’Horte                                         | Charente             | 10.000 ha |
| Forêt de Mormal                                       | Nord                 | 9.140 ha  |
| Forêt de Châtillon-sur-Seine                          | Côte d'Or            | 9.000 ha  |
| Forêt de la Grande-Chartreuse                         | Isère                | 8.466 ha  |
| Forêt de Darney                                       | Vosges               | 8.010 ha  |
| Forêt de Saint-Gobain                                 | Aisne                | 8.480 ha  |
| Forêt de la Coubre                                    | Charente-Maritime    | 7.916 ha  |
| Forêt de Moulière                                     | Vienne               | 6.800 ha  |
| Forêt de Haye                                         | Meurthe-et-Moselle   | 6.500 ha  |
| Forêt de Bommiers                                     | Cher und Indre       | 6.460 ha  |
| Forêt de l'Estérel                                    | Massif de l'Esterel  | 6.000 ha  |
| Forêt de Château-Regnault                             | Ardennes             | 5.500 ha  |
| Forêt de Bercé                                        | Sarthe               | 5.400 ha  |
| Forêt d'Andaines                                      | Orne                 | 5.396 ha  |
| Forêt de Chinon                                       | Indre-et-Loire       | 5.140 ha  |
| Forêt de Perseigne                                    | Sarthe               | 5.110 ha  |
| Forêt domaniale de Trois-Fontaines                    | Marne                | 5.070 ha  |
| Forêt de Raismes-Saint-Amand-Wallers                  | Nord                 | 4.837 ha  |
| Forêt de Crécy                                        | Somme                | 4.322 ha  |
| Forêt d'Halatte                                       | Oise                 | 4.295 ha  |
| Forêt de Senonches                                    | Eure et Loir         | 4.287 ha  |
| Forêt de la Braconne                                  | Charente             | 3.904 ha  |
| Forêt de Laigue                                       | Oise                 | 3.827 ha  |
| Forêt de Cîteaux                                      | Côte-d'Or            | 3.610 ha  |
| Forêt de Loches                                       | Indre-et-Loire       | 3.590 ha  |
| Forêt de Saint-Germain-en-Laye                        | Yvelines             | 3.500 ha  |
| Forêt de Grésigne                                     | Tarn                 | 3.460 ha  |
| Forêt d'Ermenonville                                  | Oise                 | 3.319 ha  |
| Forêt de Rennes                                       | Ille-et-Vilaine      | 2.950 ha  |
| Forêt de Hez-Froidmont                                | Oise                 | 2.800 ha  |
| Forêt de Thelle                                       | Oise                 | 2.800 ha  |
| Forêt de Marly                                        | Yvelines             | 2.000 ha  |
| Forêt de Montmorency                                  | Val-d'Oise           | 1.972 ha  |
| Forêt d'Aïtone                                        | Korsika              | 1.675 ha  |
| Forêt de L'Isle-Adam                                  | Val-d'Oise           | 1.548 ha  |
| Forêt d'Ourscamp-Carlepont                            | Oise                 | 1.500 ha  |
| Forêt du Parc de Saint-Quentin                        | Oise                 | 800 ha    |
| Forêt de Bois Blanc                                   | Charente             | 703 ha    |